# Bernard Willem
Bernard Willem van Gascogne ook bekend als Bernard I van Gascogne (overleden op 25 december 1009) was van 996 tot aan zijn dood hertog van Gascogne.

## Levensloop
Bernard Willem was de oudste zoon van hertog Willem II van Gascogne en diens echtgenote Urraca, dochter van koning García I van Navarra. In 996 volgde hij zijn vader op als hertog van Gascogne en graaf van Bordeaux.
Nadat zijn vader tussen 977 en 988 het graafschap Bordeaux had geërfd, begon hij daar munten te slaan. Bernard Willem zette dit verder en liet deniers en obools slaan, zowel onder zijn eigen naam Bernard als onder de naam van de vader, Willem. 
Tijdens zijn bewind bezocht abt Abbo van Fleury het klooster van La Réole om er met enkele monniken het klooster te hervormen en de Regels van Benedictus in te voeren. In november 1004 werd Abbo in La Réole vermoord, waarna Bernard Willem de moordenaars liet straffen en alle betwistte kloostergoederen en de Sint-Pieters-kloosterkerk aan de monniken schonk die Abbo bij de missie hadden begeleid.
In december 1009 stierf Bernard Willem in duistere omstandigheden. Volgens Adhémar van Chabannes werd hij vergiftigd door enkele vrouwen, terwijl hij volgens een cartularium in de kathedraal van Auch in de opdracht van graaf Bernard van Fézensac vermoord werd door ridder Raymond Paba.
Bernard Willem was gehuwd met ene Urraca, maar het huwelijk bleef kinderloos. Hij werd hierdoor als hertog van Gascogne opgevolgd door zijn jongere broer Sancho VI Willem.